# Telemarkskanalen
Telemarkskanalen höggs in i de norska Telemarksbergen under 1800-talet. När kanalen stod färdig 1892, blev den i Europa kallad ett "åttonde underverk" och den förbinder kusten med Telemarkens inre genom åtta slussar på ett avstånd av 105 km från Skien till Dalen. Telemarkskanalen består av två sträckor, Skien-Dalen och Skien-Notodden. Sträckan Skien-Dalen trafikeras dagligen sommartid av passagerarfartygen MS Henrik Ibsen och MS Victoria.
Vattenvägen är nu möjligt att uppleva både med turbåt, charterbåt, fritidsbåt, kanot och kajak. Dessutom kan man uppleva mycket längs kanalen antingen med bil, cykel eller till fots.